# Església de Sant Bartomeu d'Almussafes
L'església de Sant Bartomeu és un temple religiós ubicat a la localitat d'Almussafes (País Valencià). Data de l'any 1788 i està construïda en estil neoclassicista.

## L'edifici
L'església consta d'una nau, amb volta de canó i llunetes, arcs de mig punt i pilars. A les llunetes hi ha pintures al fresc dels dotze apòstols, suposadament obra de Colomí. Als peus hi ha la torre-campanar, d'un sol cos, i el cor. La portada segueix l'estil neoclassicista de finals del segle xviii, amb fornícula. Pel que fa a l'interior, conjuga el neoclassicisme de la planta amb l'estil xurigueresc de l'altar. Al presbiteri es troba una imatge en fusta de sant Bartomeu.

## Història
L'església i el campanar es van inaugurar en l'any 1788, tot seguint les modes barroques i neoclassicistes que recorrien el País Valencià de finals del segle xviii. Durant la Guerra Civil, l'església va sofrir greus desperfectes, i es va usar com a magatzem de la col·lectivitat. En els anys 2016 i 2017 es va restaurar la façana.